# 我的婆婆怎麼那麼可愛
《我的婆婆怎麼那麼可愛》（英語：U Motherbaker），2020年公共電視文化事業基金會製播的家庭喜劇，年代主要設定在2008年金融風暴之後。導演鄧安寧，製作人陳慧玲、林玉清，編劇温怡惠，2019年6月30日開鏡，2020年2月3日殺青。6月6日起於公視主頻首播，9月30日宣布籌備第二季，10月24日播出最終回。線上平台由公視+、LINE TV、friDay影音、myVideo、愛奇藝、Netflix、PTS World Taiwan共同播出。LiTV 線上影視全劇上架。

## 播出時間

### 電視
| 頻道                 | 所在地   | 首播日期       | 播出時間                  |
| 我的婆婆怎麼那麼可愛 |          |                |                           |
| 公視主頻             | 臺灣     | 2020年6月6日   | 每週六21:00 - 23:00       |
| 華視主頻             | 臺灣     | 2020年9月6日   | 每週日21:00 - 23:00       |
| 八大綜合台           | 臺灣     | 2021年2月28日  | 每週日22:00 - 00:00       |
| 八大綜合台           | 臺灣     | 2022年5月31日  | 每週一至週五18:00 - 19:00 |
| 八大第一台           | 臺灣     | 2020年12月16日 | 每週一至週五22:00 - 23:00 |
| 民視                 | 臺灣     | 2024年2月17日  | 星期六 22:00 - 23:05      |
| 愛爾達影劇台         | 臺灣     | 2023年4月8日   | 星期六、日 20:00 - 22:00  |
| 三立都會台           | 臺灣     | 2024年4月18日  | 每週一至週五20:00 - 21:00 |
| 佳樂台               | 新加坡   | 2020年10月10日 | 星期六、日 19:00 - 21:00  |
| Astro欢喜台          | 馬來西亞 | 2021年1月29日  | 星期一至五 20:30 - 21:25  |

### 網路平台
| 頻道                 | 所在地 | 首播日期       | 播出時間        |
| 我的婆婆怎麼那麼可愛 |        |                |                 |
| 公視+                | 臺灣   | 2020年6月6日   | 每週六23:00上架 |
| 愛奇藝臺灣站         | 臺灣   | 2020年6月6日   | 每週六23:00上架 |
| HamiVideo            | 臺灣   | 2020年6月7日   | 每週日12:00上架 |
| myVideo              | 臺灣   | 2020年6月7日   | 每週日12:00上架 |
| LINE TV              | 臺灣   | 2020年6月7日   | 每週日20:00上架 |
| Netflix              | 臺灣   | 2020年10月24日 | 全集上架        |
| LiTV 線上影視        | 臺灣   | 2023年7月31日  | 全集上架        |
| 爱奇艺海外版         | 东南亚 | 2020年8月1日   | 每週六23:00上架 |

## 劇情大綱
經營歷50載之「珍賀齋」傳統漢式糕餅鋪，面臨後續之經營困難、無人傳承危機。老闆娘彩香萌生退意，藉此聽從小姑（仙姑）建言，展開放鬆自我之退休生活。跟隨眾兒女北上以結伴生活方式，四處借住兒女宅居，亦因此間接發現眾兒女其非正常人之生活狀態。最終在因緣際會下，與小媳及餅鋪員工重開漢式糕餅鋪之生意。

## 演員列表

### 「深圓烘焙」餅店
| 演員   | 角色           | 介紹 | 登場集數    |
| 黃姵嘉 | 奚伊鷗         | 27歲，外號：正義小鷗。 深圓烘焙老闆娘 蘇秉信之前遺孀 董鵲曼、奚晨契之次女 蘇林彩香、蘇通之前媳婦 葉佳純、洪致玟之前妯娌小嬸 蘇秉忠、蘇秉孝、蘇秉仁、蘇秉愛之前弟媳 徐太白（發貴）之未婚妻 | 全劇        |
| 張書偉 | 徐太白（發貴） | 「珍賀齋」餅店資深員工、做餅師傅。 蘇秉信之國中同學、麻吉、共情者。 深圓烘焙師傅 奚伊鷗之合夥人。參見「珍賀齋」餅店 奚伊鷗之未婚夫                                                        | 全劇        |
| 李     | 阿堂           | 深圓烘焙員工，發貴在台北工作的同事。喜歡蘇妮妮。 | 15-16 30-40 |
| 喬湲媛 | 蘇妮妮         | 詳見蘇家 | 詳見蘇家    |

### 台南「珍賀齋」餅店
| 演員   | 角色           | 介紹 | 登場集數    |
| 鍾欣凌 | 蘇林彩香       | 本劇女主角 1945年生，蘇通之妻 珍賀齋餅店老闆娘 蘇上雲之大嫂 蘇秉忠、蘇秉孝、蘇秉仁、蘇秉愛、蘇秉信之母親 葉佳純、洪致玟之婆婆、奚伊鷗之前婆婆 蘇妮妮、蘇以恭、蘇以承之祖母 盧飛之外祖母 | 全劇        |
| 張書偉 | 徐太白（發貴） | 「珍賀齋」餅店資深員工、做餅師傅。 蘇秉信之國中同學。 詳見#「深圓烘焙」餅店 |             |
| 黃書維 | 波蘿蜜         | 珍賀齋大師傅，發貴在台北工作的同事，喜歡男生。 | 15~16 30~37 |
| 謝毅宏 | 阿順           | 「珍賀齋」餅店臨時員工，徐太白的好友，後去台中做太陽餅，放奚伊鷗鴿子的古董商。 | 1、4 6、10  |
| 陳建凱 | 小蔡           | 「珍賀齋」餅店臨時員工，奚伊鷗接下美女與海龜任務時的緊急幫手，處處刁難奚伊鷗，最終替奚伊鷗完成但頭的部分被小飛毀掉。                                                                    | 1,9-10,17   |
| 林木森 | 黑皮           | 「珍賀齋」餅店臨時員工，黑皮得知自己未婚搞大女友的肚子，而打算替他包辦一條龍服務，但最後發現未婚妻懷的不是自己的孩子而跑走。                                                            | 1,9-10,21   |

### 蘇家
| 演員                      | 角色     | 介紹 | 登場集數                                       |
| 鍾欣凌                    | 蘇林彩香 | 本劇女主角。詳見「珍賀齋」餅店 | 本劇女主角。詳見「珍賀齋」餅店                 |
| 蔡阿炮                    | 蘇通     | 珍賀齋老闆 林彩香之亡夫 蘇上雲之亡哥 蘇秉忠、蘇秉孝、蘇秉仁、蘇秉愛、蘇秉信之亡父 葉佳純、洪致玟亡公公、奚伊鷗之前亡公公 在阿信和小鷗結婚之前夕，聞訊後過世。 | 1-3 23、26                                     |
| 張可昀                    | 蘇上雲   | 林彩香的小姑，人人尊稱上雲仙姑。小時候被發現有靈異體質，便成了陰陽兩界的翻譯官。喜歡徐太白。 | 2,4-5,7-8,10-11,13-19,26-30,32-33,35,39-40     |
| 邱凱偉                    | 蘇秉忠   | 41歲，蘇家大兒子，企業裡的管理階層，在妻子家族集團工作，做事兢兢業業，但有時太猶豫，魄力不夠。家中長子，沒有大哥氣勢，又希望得人尊重。身為老大，卻也常是抗壓力最低的。抱著娶對老婆少奮鬥二十年的心態，娶了千金小姐佳純，老婆比他強勢，儘管佳純常有千金小姐的脾氣，秉忠也都忍受。面對岳家也矮半截，因此他的心情一直感到壓抑，急於想要證明自己。                                                                           | 1-3,5-9,11,18-20,28-40                         |
| 第一季 劉品言 第二季 天心 | 葉佳純   | 40歲，蘇家大媳婦，集團千金，個性嬌貴。跟秉忠是大學同學，有很多人追求，但看上秉忠，是因為秉忠口才好，總懂得撫慰人心，沒想到婚後，秉忠優點變成缺點，在佳純眼中他的溫柔變成了軟弱。甜言蜜語變成了欺騙，婚姻夢碎。總是嫌秉忠守成有餘，創新不足。 | 1,5-9,11,14-15,28,34-36,38,40                  |
| 王少偉                    | 蘇秉孝   | 38歲，蘇家二兒子，自視頗高，愛吹捧，羨慕大老闆生活。自認是大生意人，做了不少投機事業。一心想栽培女兒妮妮成為羽毛球國手，為此幾乎耗盡資源，仍不願放棄。秉孝是二婚，後來娶致玟，也是因為致玟之前是溫柔的幼稚園老師，他認為致玟一定可以幫他好好照顧女兒。秉孝有發財夢，嚮往一夕致富，帶著妻女在人生的階級上升等。 | 1-7,11,18-20,32,34-37,39-40                    |
| 楊小黎                    | 洪致玟   | 36歲，蘇家二媳婦，幼稚園老師。溫柔，很珍惜這段婚姻，把秉孝的女兒當親生女兒疼愛，也全心全意的照顧這個女兒，讓秉孝很感恩。單純得像小孩子，無論秉孝說什麼都無條件相信，甚至有時會讓你感覺天兵、白目。 | 3-6,20,37-40                                   |
| 楊銘威                    | 蘇秉仁   | 34歲，蘇家三兒子，妄想當導演，卻從來沒有真正拍過叫得出口的片子。浪漫富理想，生活缺乏規律。經濟不穩定，願意孝順卻沒能力奉養母親。常對人說李安蹲六年的故事，但他已經蹲十年了。其實是家裡最懂生活情趣的一個人。常常請朋友到家裡吃吃喝喝，大聊看過的書聽過的音樂，如何拍一個怎樣題材的電影－名符其實揹著書包的老文青。他喜歡漂亮女文青，但也常只是一夜情，或走不遠的一小段戀情，他自己也陶醉在這種會讓他靈光乍現的小感情中。 | 1-3,5,9-13,18-24.35-36,38-40                   |
| 蘇晏霈                    | 蘇秉愛   | 30歲，蘇家女兒，離婚，有一個七歲大的兒子盧飛，但愛情至上的她不太懂得如何照顧這個孩子，有點放生養。頂了一家朋友按摩店的她，與健身教練艾力克熱戀中，這個小男友，成了她生活的重心，小男友搬來跟秉愛同居後，常處在兩人世界，孩子開始變得很愛說謊。為了幫艾力克開健身中心，秉愛想努力賺更多錢，還把腦筋動到母親的財產上。 | 1-2,5,12-13,24-25,31-40                        |
| 許孟哲                    | 蘇秉信   | 蘇通、林彩香之么子、奚伊鷗之亡夫、蘇秉忠、蘇秉孝、蘇秉仁、蘇秉愛之弟。 徐太白（發貴）之國中同學、麻吉、指路人。 於最終話揭露了本作的旁白就是他，由於放不下小鷗和母親彩香而一直在人間徘徊，並以自己的視角對觀眾講故事，最終因小鷗和彩香和解、小鷗與發貴的感情也有所進展而不再留戀人間心無遺憾的升天了。 | 本人出場：1-2,5,12,26,33,40 作為旁白：全劇     |
| 黃姵嘉                    | 奚伊鷗   | 蘇家小媳婦，蘇秉信的妻子，參見「深圓烘焙」餅店 | 蘇家小媳婦，蘇秉信的妻子，參見「深圓烘焙」餅店 |
| 喬湲媛                    | 蘇妮妮   | 18歲，蘇秉孝之女，林彩香之孫女。被父親寄予厚望、不計成本想栽培她成為體壇之星，孝順的她縱使心裡不願意，依然順著爸爸的意思走，但她內心為自己真正的想法不被重視而感到難過。曾在珍賀齋幫忙，後來在珍賀齋結業後改到深圓烘焙。喜歡阿堂，最後兩人在一起。 | 1-5,20-21,27-40                                |
| 王宥謙                    | 盧飛     | 7-8歲，蘇秉愛的兒子。 | 1-2,10-12,15-20,38                             |
| 陳羽翔                    | 蘇以恭   | 蘇秉忠的長子。 | 6-9,38                                         |
| 張恩瑋                    | 蘇以承   | 蘇秉忠的次子。 | 6-9,38                                         |

### 奚家
| 演員   | 角色     | 介紹                                                                                         | 登場集數                                       |
| 子育   | 董鵲曼   | 小鷗的母親，奚晨契之妻。有著天使臉孔，曼妙的身材，根本看不出來是兩個孩子的媽。有過五段婚姻。 | 1,6,19-20,22-24,28,31,34                       |
| 藍甯彤 | (奚)小鵑 | 小鷗的姐姐，一頭俏麗的短髮與天生的貴婦氣質。有過三段婚姻。曾經喜歡蘇秉仁。                   | 1,6,19-20,22-24,28,31,34                       |
| 黃姵嘉 | 奚伊鷗   | 蘇家小媳婦，董鵲曼的女兒，參見「深圓烘焙」餅店                                               | 蘇家小媳婦，董鵲曼的女兒，參見「深圓烘焙」餅店 |

### 其他演員
| 演員                     | 角色   | 介紹 | 登場集數                        |
| 第一季許傑輝第二季都拉斯 | 陳一朗 | 62歲，外號火寮一哥，為人海派真性情，講話喜歡引用台語歌歌詞，自覺幽默。在某個颱風天被彩香救了後，就一直對彩香一往情深，雖然之後兩人各自嫁娶，卻又那麼巧合的前後喪偶，於是他將剩餘的時間都用在追求彩香的這件事情上，種鳳梨是他的樂趣。 | 1,3-7,9-18,20-22,25-34,37,39-40 |
| 第一季許傑輝第二季都拉斯 | 陳一公 | 100歲，陳一朗的父親，喜歡吃珍賀齋的膨餅當早餐，22集因吃過多膨餅不慎噎死。 | 3,17-18,22                      |
| 林筳諭                   | 葛大美 | 奚伊鷗的超級閨蜜，咖啡店老闆娘，肉食女，秉仁一夜情對象之一，38集與秉仁確認關係，40集懷有秉仁的小孩。 | 1,3-16,19-21,25-28,31,34-38,40  |
| 陳禕倫                   | 艾力克 | 27歲，健身教練，食量奇大。秉愛的同居男友，40集分手。 | 1,12-13,24,31,38,40             |

### 客串演員
| 演員   | 角色             | 介紹 | 登場集數    |
| 嚴藝文 | 按摩店客人       | 蘇秉愛的客人。                                                                                           | 1           |
| 李宓   | 小芬             | 試鏡演員，蘇秉仁的一夜情對象。                                                                           | 1           |
| 王俐人 | Lisa             | 蘇秉忠的女網友，被蘇秉忠欺騙感情。                                                                       | 6           |
| 曾國城 | 曾國城           | 作為《誰來晚餐》節目嘉賓拜訪蘇秉忠一家。                                                                 | 7           |
| 陶傳正 | 網路遊戲公司老闆 | 奚伊鷗兼差遊戲公司的老闆。                                                                               | 7           |
| 梁靖   | 飯店工作人員     | 奚伊鷗到飯店兼差的同事，在飯店擔任櫃台工作人員。                                                         | 7           |
| 徐子桓 | 飯店工作人員     | 奚伊鷗到飯店兼差的同事，在飯店擔任櫃台工作人員。                                                         | 7           |
| 高山峰 | 海星哥哥         | 從事殯葬業的黑道老大，喜愛美少女戰士並將其刺青與手臂上。瘋狂追求奚伊鷗。後發生意外，其亡魂與上雲交往。   | 7-8,10      |
| 丁安妮 | Arti             | 葉佳純聘請的傭人。                                                                                       | 9           |
| 陳慧玲 | 老闆娘           | 原為金飾店老闆娘，後跟師傅跑了。                                                                         | 9           |
| 陳慧玲 | 陳製作           | 製作人。                                                                                                 | 35          |
| 許孟哲 | 鬍鬚姜           | 神似蘇秉信的人，老婆過世，在大美的安排下與奚伊鷗見面後回西班牙。                                         | 13-14,40    |
| 黃浩詠 | 大薯             | 薯條三兄弟之一，想承租「珍賀齋」的店面來做蛇肉店，後遭一哥、小鷗、盧飛嚇跑。看起來很兇，實際上非常膽小。 | 16          |
| 吳震亞 | 小薯             | 薯條三兄弟之一，想承租「珍賀齋」的店面來做蛇肉店，後遭一哥、小鷗、盧飛嚇跑。                             | 16          |
| 朱陸豪 | 鄭天安           | 火寮里里長。                                                                                             | 17-18       |
| 林景立 | 民雄             | 市場乾貨老闆。                                                                                           | 20-23,27,35 |
| 莫愛芳 | 民雄嬸           | 市場乾貨老闆娘，誤會一哥跟彩香在車上妨礙風化的事情，把一哥跟彩香的事向火寮的居民們宣傳。                 | 20-21,28,30 |
| 鄧安寧 |                  | 便利商店顧客。                                                                                           |             |
| 鄧安寧 | 鄧導             | 導演。                                                                                                   | 20-21,35,37 |
| 鄧安寧 | 主任             | 蘇秉忠、蘇秉孝的訓導主任。                                                                               | 34-35       |
| 賴婕埨 | 女演員           | 女演員，將蛋糕砸在蘇秉仁臉上。                                                                           | 21          |
| 張志宏 | 豬肉景           | 豬肉攤老闆，因口蹄疫爆發問題而沒生意。                                                                   | 23-24,30    |
| 林庭慧 | 美英             | 房屋仲介，蘇秉愛的好友。                                                                                 | 24-25       |
| 岡本孝 | 岡本英樹         | 日本攝影師、旅遊作家，來台灣旅遊邊採訪，喜歡奚伊鷗。                                                     | 25-27       |
| 黃瑄   | 貴婦             | 奚媽請來品嘗鳳梨酥的貴婦。                                                                               | 28          |
| 許蓁蓁 | 珍珠             | 鳳梨酥比賽的主持人。                                                                                     | 30          |
| 趙自強 | 警察             | 將豬肉景攔下、送奚伊鷗去鳳梨酥比賽現場的警察。                                                           | 30          |
| 賀四英 | 警察             | 將豬肉景攔下開單的警察。                                                                                 | 30          |
| 林義傑 | 林義傑           | 到珍賀齋買餅的客人。                                                                                     | 31          |
| 何立恩 | 周易成           | 陳一朗的主治醫師。                                                                                       | 31,33,40    |
| 劉昌翰 | 工人             | 鳳梨田工人。                                                                                             | 31          |
| 羅波   | 課長             | 阿宏印刷廠課長。                                                                                         | 33          |
| 王竣民 | 農業水果專員     | 破解金鑽鳳梨不實謠言                                                                                     | 35          |
| 丁梅卿 | 美卿             | 彩香的鄰居。                                                                                             | 37          |
| 詹姆士 | 詹姆士           | 美食節目主持人。                                                                                         | 37          |
| 陳瑋薇 | 記者             | 新聞記者。                                                                                               | 37          |
| 胡濤   | 王大明           | 陳一朗委託的保險經紀人。                                                                                 | 37,39-40    |
| 布萊恩 | 背包客           | 來自美國，拜訪大美的咖啡店，受彩香招待品嘗鳳梨酥。                                                       | 38          |

## 工作人員列表
| 職業           | 人員/公司                                      |
| 監製           | 徐秋華                                         |
| 督導           | 蘇義雄                                         |
| 製作人         | 陳慧玲、林玉清                                 |
| 執行製作人     | 黃司汶                                         |
| 導演           | 鄧安寧                                         |
| 編劇統籌       | 溫怡惠                                         |
| 協力編劇       | 林珮瑜、黃元蓓、謝夢遷、鄧安寧、陳慧玲、王文娟 |
| 製作協調       | 徐青雲                                         |
| 策畫           | 劉巧雯                                         |
| 副導演         | 巫國熙                                         |
| 開表副導       | 曾詩軒、楊先惠                                 |
| 場記           | 林言欣                                         |
| 執行           | 陳文忠、顏朝山                                 |
| 外聯           | 游智偉                                         |
| 執行助理       | 鄧雨珊、陳巧紜                                 |
| 攝影師         | 陳育仁                                         |
| 空拍攝影       | 陳育仁                                         |
| 跟焦師         | 謝明倢                                         |
| 攝影助理       | 李子豪、林立洋、鍾詠傑                         |
| 收音師         | 王華譽                                         |
| 收音助理       | 吳尚儒、陳瑞偉                                 |
| 燈光師         | 王厚恩、劉京陵                                 |
| 燈光助理       | 廖信傑、李少雲、蘇珀生、許世泯                 |
| 場務           | 林吉祥、吳祈亨                                 |
| 美術指導       | 張文耀                                         |
| 執行美術       | 賴育駿                                         |
| 美術助理       | 陳宣亦、蔡瑾萱、黃婉茹                         |
| 道具師         | 蔡坤益                                         |
| 道具助理       | 呂美萱                                         |
| 造型師         | 張語菲、語菲設計工作室                         |
| 服裝           | 林菱、杜佩儒、董語宸、莊雅婷                   |
| 化妝           | 李沛諭                                         |
| 梳妝           | 盧惠雯                                         |
| 梳化助理       | 曹顥馨、林姿庭、王齡悅                         |
| 特殊化妝       | 形上特殊化妝、賀芊瑜、徐千婷                   |
| 電工           | 廖志成                                         |
| 劇照           | 蔡宗翰、江靜思                                 |
| 側錄           | 王朝來                                         |
| 後製           | 陳俊傑                                         |
| 剪接           | 吳寶玉、王雅玲、劉上銘、羅逸傑                 |
| 調光           | 羅逸傑                                         |
| 音樂指導       | 吳柏醇（嘉莉）                                 |
| 配樂編曲       | 吳嘉祥、林國凱、許一鴻、徐啟洋、林耿農         |
| 後製配樂       | 賴晉楷、李明翰                                 |
| 聲音音效       | 吳培倫、王婕                                   |
| 音效助理       | 陳虹蘋                                         |
| 混音           | 黃大衛                                         |
| 視效製作人     | 姚孟超、姚孟軒                                 |
| 特效製作統籌   | 蕭一慧                                         |
| 視效總監       | 吳慶璋                                         |
| 數位繪景師     | 葉為元                                         |
| 鏡頭追蹤師     | 陸繼輝、陳韻安                                 |
| 建模材質組     | 蘇慧玲                                         |
| 特效師         | 田耘昌                                         |
| 合成組長       | 吳慶璋                                         |
| 燈光合成師     | 田耘昌、陸繼輝、陳韻安                         |
| 物件移除與摳像 | 田耘昌、陸繼輝、李得鑫                         |
| 攝影器材       | 大米影視傳播有限公司                           |
| 燈光器材       | 上京影業有限公司                               |
| 剪接器材       | 好主意傳播有限公司                             |
| 收音工程       | 吉米林音樂工作室                               |
| 後製錄音       | 嘉莉錄音工房                                   |
| 後製特效       | 冉色斯動畫股份有限公司                         |
| 視覺宣傳       | 莊幼圭、江宗原、盧厚樺、林怡慧                 |

## 歌曲
| 曲別   | 歌名         | 演唱者                                                                           | 作詞         | 作曲 |
| 片頭曲 | 阿無莫Amomai | 傅薇、高蕾雅、魯庭雨、孔晨羽 水君、王暹康、鍾欣凌、許傑輝 邱凱偉、王少偉、楊銘威 | 傅薇         | 傅薇 |
| 片尾曲 | 甜甜甜       | 傅薇                                                                             | 傅薇、王暹康 | 傅薇 |

## 收視率
| 集數       | 日期       | 收視率 | 劇情簡介 |
| 1          | 2020/06/06 | 1.00   | 彩香叫掃把星媳婦小鷗和四個兒女回家過中秋節。「珍賀齋」的喜餅因大便汙染不能出貨而賠錢，這讓彩香萌生退意 |
| 2          | 2020/06/06 | 1.02   | 彩香叫小鷗放棄秉信的千萬保險金，這筆錢卻被四個子女覬覦 |
| 3          | 2020/06/13 | 1.32   | 彩香因不想再經營餅店而要去台北住秉孝家，卻因順道載小鷗而發生諸多意外 |
| 4          | 2020/06/13 | 1.48   | 秉孝極盡討好彩香並叫她投資自己的事業；上雲仙姑因暗戀而藉故接近發貴 |
| 5          | 2020/06/20 | 1.67   | 彩香驚覺秉孝在騙她老本；發貴試圖重振「珍賀齋」 |
| 6          | 2020/06/20 | 1.99   | 彩香逃到秉忠家，卻被大媳婦冷言對待 |
| 7          | 2020/06/27 | 1.53   | 小鷗開始找工作、打工、約會；曾國城到秉忠家錄誰來晚餐 |
| 8          | 2020/06/27 | 1.70   | 小鷗被黑道老大瘋狂追求；秉忠暗示彩香快搬走；發貴到台北找彩香巧遇小鷗 |
| 9          | 2020/07/04 | 2.02   | 彩香投靠秉仁，見他常帶一夜情對象回家；發貴帶小鷗回台南躲黑道老大，並在她幫忙接下坤哥的大訂單 |
| 10         | 2020/07/04 | 2.26   | 彩香幫秉仁拍沒有臉部鏡頭的廣告，小鷗開始跟發貴學做餅 |
| 11         | 2020/07/11 | 2.07   | 彩香在秉仁家幫忙帶秉愛的小孩；發貴的喜餅被棄單，小鷗幫忙促銷賣餅 |
| 12         | 2020/07/11 | 2.76   | 彩香因影響秉仁縱慾生活後被送到秉愛家，但秉愛因此和男友吵架 |
| 13         | 2020/07/18 | 2.49   | 彩香被送到小鷗那，巧遇來台北的一哥而住進青年旅館，最後被秉愛送回台南 |
| 14         | 2020/07/18 | 2.83   | 彩香決定關掉「珍賀齋」，發貴來到台北找小鷗，並一起去嚐遍台北西點 |
| 15         | 2020/07/25 | 2.80   | 一哥和上雲仙姑假意出國刺激彩香；小鷗介紹發貴到大美店工作卻被開除 |
| 16         | 2020/07/25 | 3.20   | 彩香被騙把店出租給薯條三兄弟，小鷗陪逃家的小飛回台南正巧撞見並裝鬼讓他們退租 |
| 17         | 2020/08/01 | 2.72   | 一哥的爸爸要祝百歲壽，小鷗沒技術最後在彩香和發貴幫忙下完成「美女獻壽龜」 |
| 18         | 2020/08/01 | 3.16   | 彩香和小鷗為了秉信重開「珍賀齋」。卻被秉孝知道，怕家產落入小鷗手中而找來兄弟討論對策 |
| 19         | 2020/08/08 | 2.87   | 秉孝唆使上雲仙姑叫彩香趕走小鷗不成，三兄弟又假造秉忠被仙人跳跟彩香騙錢 |
| 20         | 2020/08/08 | 3.36   | 仙人跳被發貴識破，秉孝再藉女兒妮妮出國為由跟鄉親募款 |
| 21         | 2020/08/15 | 3.23   | 秉仁沒繳房租被迫回台南要錢，小鷗陪秉仁去看牙醫因旁邊的旅社被彩香以為去偷情 |
| 22         | 2020/08/15 | 3.58   | 小鷗的媽媽和姐姐到台南找她；彩香選擇「膨餅」當店的明星商品但是失敗，小鷗改創新「女皇酥」。這時一哥的爸爸突然過世 |
| 23         | 2020/08/22 | 3.47   | 內餡是豬肉的「女皇酥」因口蹄疫滯銷。秉仁開始提議搞OEM太陽餅也失敗 |
| 24         | 2020/08/22 | 3.96   | 小鷗的媽媽聯合秉仁讓小鷗離開，但計謀失敗而雙雙黯然回台北，臨走時彩香給了秉仁200萬；這時秉愛因男友艾力克分手回去找彩香 |
| 25         | 2020/08/29 | 3.09   | 秉愛利用一哥要賣房子牽線讓彩香購買，再從中賺走200萬差價；這時遇到從日本來台的旅遊作家岡本英樹 |
| 26         | 2020/08/29 | 3.68   | 小鷗當攝影助理陪岡本英樹在台南旅遊拍照，並跟小鷗告白 |
| 27         | 2020/09/05 | 3.51   | 英樹生病小鷗去照顧而被發貴忌妒，他也因此開發出「鳳梨酥」；新產品因內餡是用土鳳梨或金鑽鳳梨而辦「試吃比賽」。這時時妮妮回來幫忙 |
| 28         | 2020/09/05 | 4.16   | 雙方又因銷售方式爭執，銷售比賽中小鷗去阿信的同學會宣傳而逆傳勝；在鳳梨酥打開銷路時秉忠回來分杯羹 |
| 29         | 2020/09/12 | 3.76   | 小鷗計劃參加「鳳梨酥神人大賽」而每天鼓勵和特訓發貴；同時秉忠一直在彩香耳邊進讒言 |
| 30         | 2020/09/12 | 4.30   | 「鳳梨酥神人大賽」因產品瑕疵落選，但後發生舞弊而替補第三名。得獎後生意忙不過來，這時阿堂、波蘿蜜來應徵工作 |
| 31         | 2020/09/19 | 3.32   | 秉忠漸漸涉入經營並苛扣員工薪水，小鷗看不慣而回台北找品牌設計靈感；一哥去醫院檢查發現來日不多 |
| 32         | 2020/09/19 | 4.06   | 秉忠降小鷗為時薪員。彩香更讓秉忠接班，之後又一哥大吵一架。小鷗和發貴離開自創「深圓烘焙」並選一哥房子當做店面 |
| 33         | 2020/10/03 | 2.78   | 「珍賀齋」因為中秋節業績滿滿，但秉愛把衛生紙包進鳳梨酥而引來大量退貨；這時一哥越來越嚴重並時常昏倒 |
| 34         | 2020/10/03 | 3.69   | 秉孝也回來，「珍賀齋」因為品質問題退貨不斷；而「深圓烘焙」因為韓星李敏號的購買而熱銷，這時秉忠改打降價、散佈假消息打擊小鷗 |
| 35         | 2020/10/10 | 3.79   | 因為秉忠的失利，秉孝自願接管「珍賀齋」的位子，但兩兄弟因此爭個不停。而秉孝繼續透過媒體帶風向恐嚇打擊「深圓烘焙」。同時，蘇家一直找不到的秉仁被大美找到了，但卻遇到了難以置信的狀況。 |
| 36         | 2020/10/10 | 4.34   | 大嫂佳純回台南看秉忠的狀況，卻感到失望而想離婚，秉忠打的官司計謀後來也不了了之。秉仁教大美剪接，大美因為上傳了鳳梨酥影片而讓「深圓烘焙」名聲大漲，還收到邀請發貴上節目的邀約。另一方面「珍賀齋」因為秉孝的計策下，接到了大量的旅行社訂單，但卻因為人手不足面臨出貨困難。                              |
| 37         | 2020/10/17 | 4.21   | 秉孝因為不當投資被抓去看守所，致玟也回來。發貴答應上了詹姆士的美食節目，再次讓「深圓烘焙」名聲越來越大，還因此讓發貴獲得很多粉絲。秉愛到台北搞了一個「女兒鳳梨酥」在百貨公司擺攤被彩香知道。波羅蜜受不了欺壓默默地離開「珍賀齋」並向媒體爆料。而秉仁中風跟一哥住院的事也傳到彩香、發貴跟小鷗的耳裡... |
| 38         | 2020/10/17 | 4.70   | 「珍賀齋」進入歇業狀態，彩香到台北見每個兒女一了心中的遺憾，也鼓勵秉仁跟大美的關係。借住咖啡廳的彩香也感受到了小鷗的內心想法。對所有子女失望的彩香回到台南，在衣櫃發現一哥的遺書並效仿書寫，分別寄給四個子女。                                                                                        |
| 39         | 2020/10/24 | 4.72   | 彩香為了完成最後的心願，每天都在醫院照顧一哥，收到遺書的子女在警察的幫助下找到彩香，而此時彩香卻對三個兒子道出了驚人的事實... |
| 40         | 2020/10/24 | 5.55   | 完結篇 |
| 平均收視率 | 平均收視率 | 3.05   | |

- 由AC尼爾森調查，調查範圍是四歲以上收看電視之觀眾。
- 資料來源：台灣-偶像劇場[4]

## 取景

### 宜蘭縣
- 何鼎順餅舖（「珍賀齋」餅店 臺南老店）
- 永安宮
- 礁溪轉運站
- 日出印象咖啡館

### 台南市
- 深緣及水台南關廟店[5]
- 大潭埤旺萊公園
- 安平古堡
- 原英商德記洋行
- 安平樹屋
- 風神廟
- 億載金城
- 原台南廳長官邸
- 深緣及水善糖文化園區
- 南科贊美酒店
- 二寮觀日亭
- 山上花園水道博物館
- 台灣首府大學

### 台北市

#### 大同區
- 建成國中
- 蘭州市場

#### 大安區
- 華視電視製作大樓：發貴拍攝美食節目《型男大主廚》的電視台

#### 內湖區
- 康寧醫院
- 睡眠王國 內湖旗艦店：秉孝夫妻和彩香來買床墊、按摩椅的地方（現已關閉）

#### 文山區
- 臺北市立動物園

### 新北市
- 林口小玲檳榔
- 林口南勢國小
- 林口布納咖啡館

## 獎項紀錄

### 電視金鐘獎
| 年份   | 獎項         | 類別             | 入圍者                                                 | 結果 |
| 2021年 | 第56屆金鐘獎 | 戲劇節目獎       | 《我的婆婆怎麼那麼可愛》                               | 提名 |
| 2021年 | 第56屆金鐘獎 | 戲劇節目導演獎   | 鄧安寧                                                 | 提名 |
| 2021年 | 第56屆金鐘獎 | 戲劇節目編劇獎   | 溫怡惠、林珮瑜、黃元蓓、謝夢遷、鄧安寧、陳慧玲、王文娟 | 提名 |
| 2021年 | 第56屆金鐘獎 | 戲劇節目男主角獎 | 許傑輝                                                 | 提名 |
| 2021年 | 第56屆金鐘獎 | 戲劇節目女主角獎 | 鍾欣凌                                                 | 獲獎 |
| 2021年 | 第56屆金鐘獎 | 戲劇節目男配角獎 | 邱凱偉                                                 | 獲獎 |
| 2021年 | 第56屆金鐘獎 | 戲劇節目男配角獎 | 楊銘威                                                 | 提名 |
| 2021年 | 第56屆金鐘獎 | 戲劇節目女配角獎 | 黃姵嘉                                                 | 提名 |